# Конгруенција
Конгруенција или конгруенција по модулу је математичка операција која за резултат даје остатак при дељењу два природна броја.
Она је облика: a≡b mod(c) где је а остатак,b је дељеник, а c je делилац или модуло.